# Burgruine Greifenfels

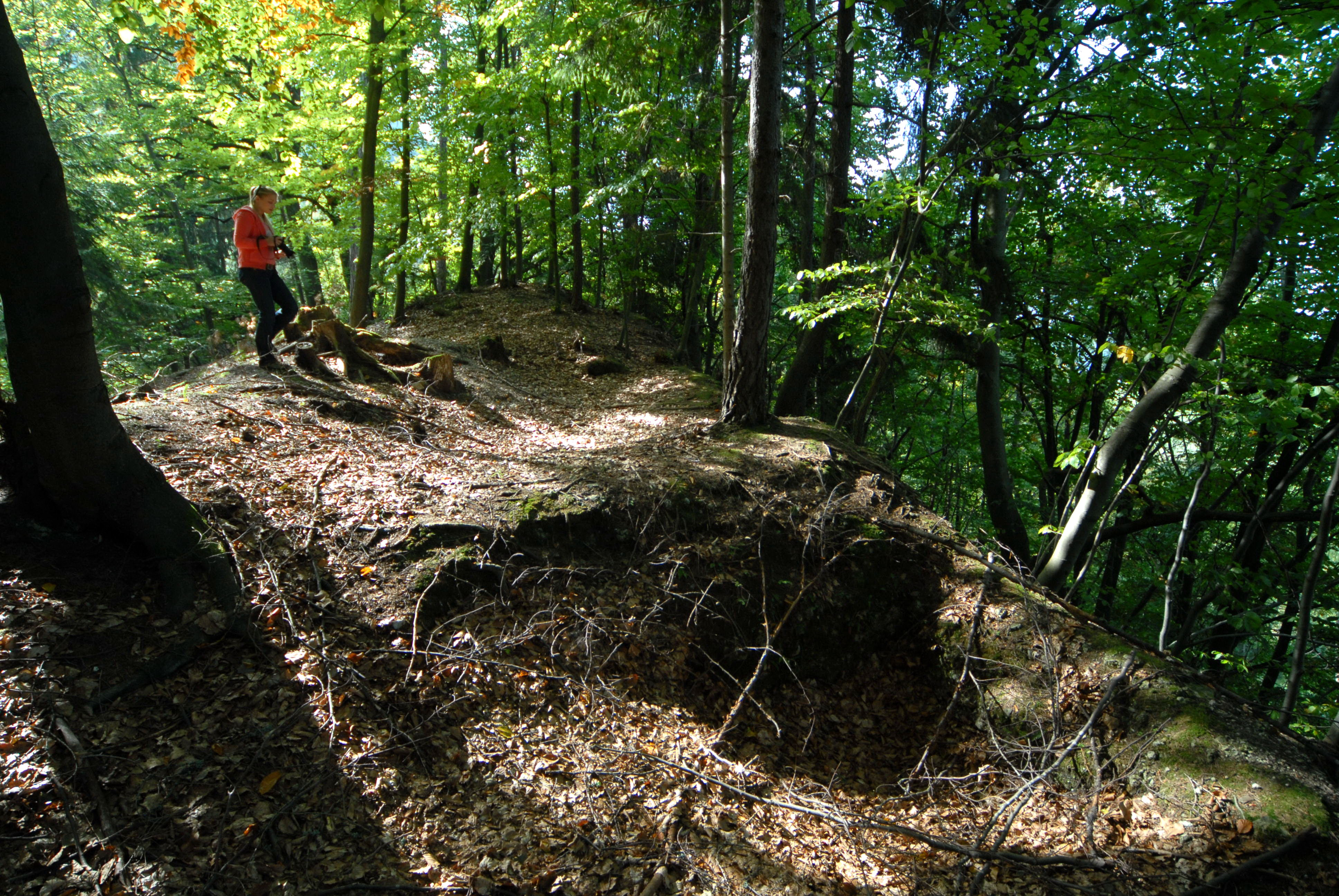
Felskuppe mit Anlageresten (2006)

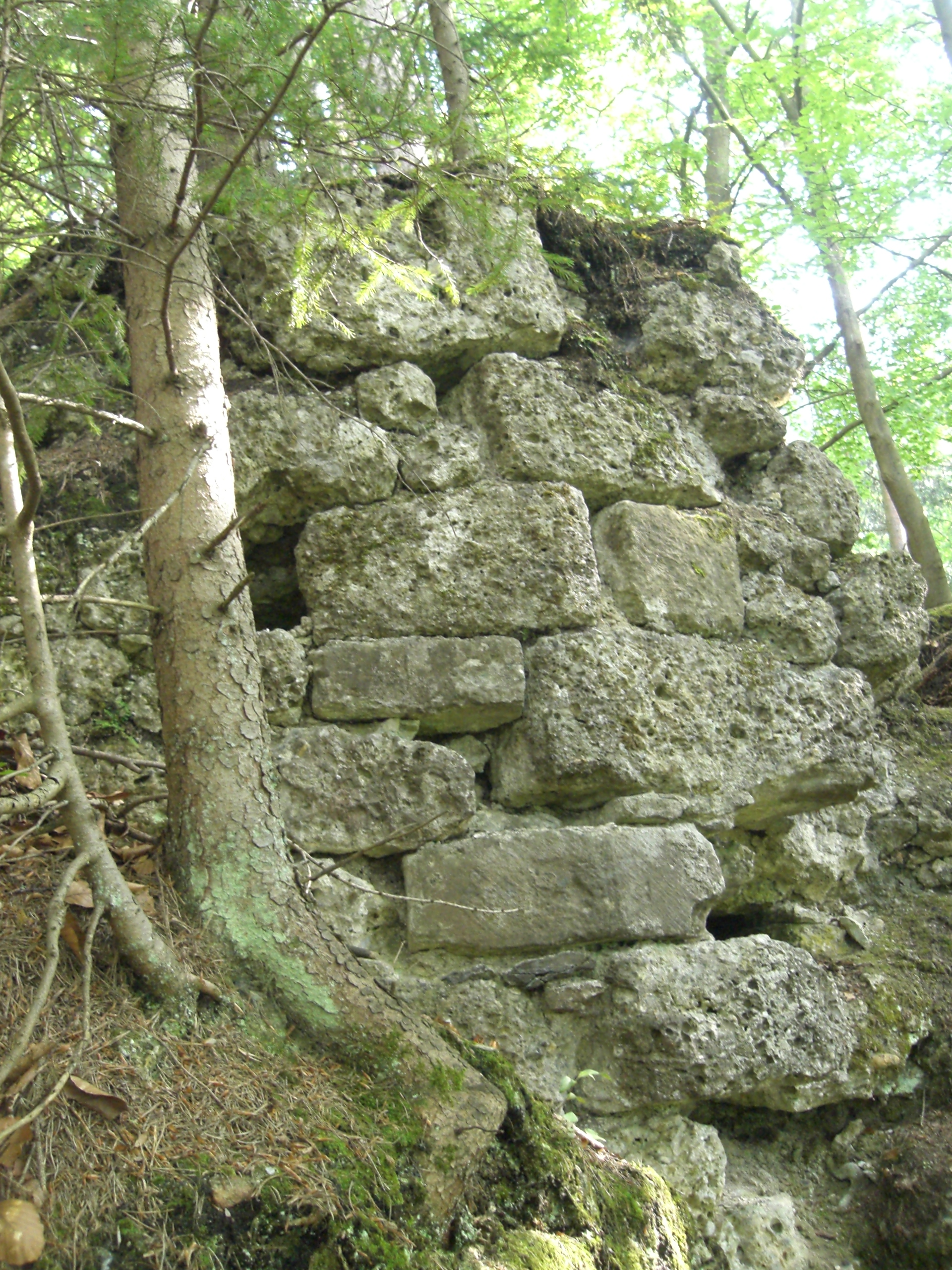
Außenansicht der vermuteten Küche mit dem Ausgussstein in der Öffnung rechts unten

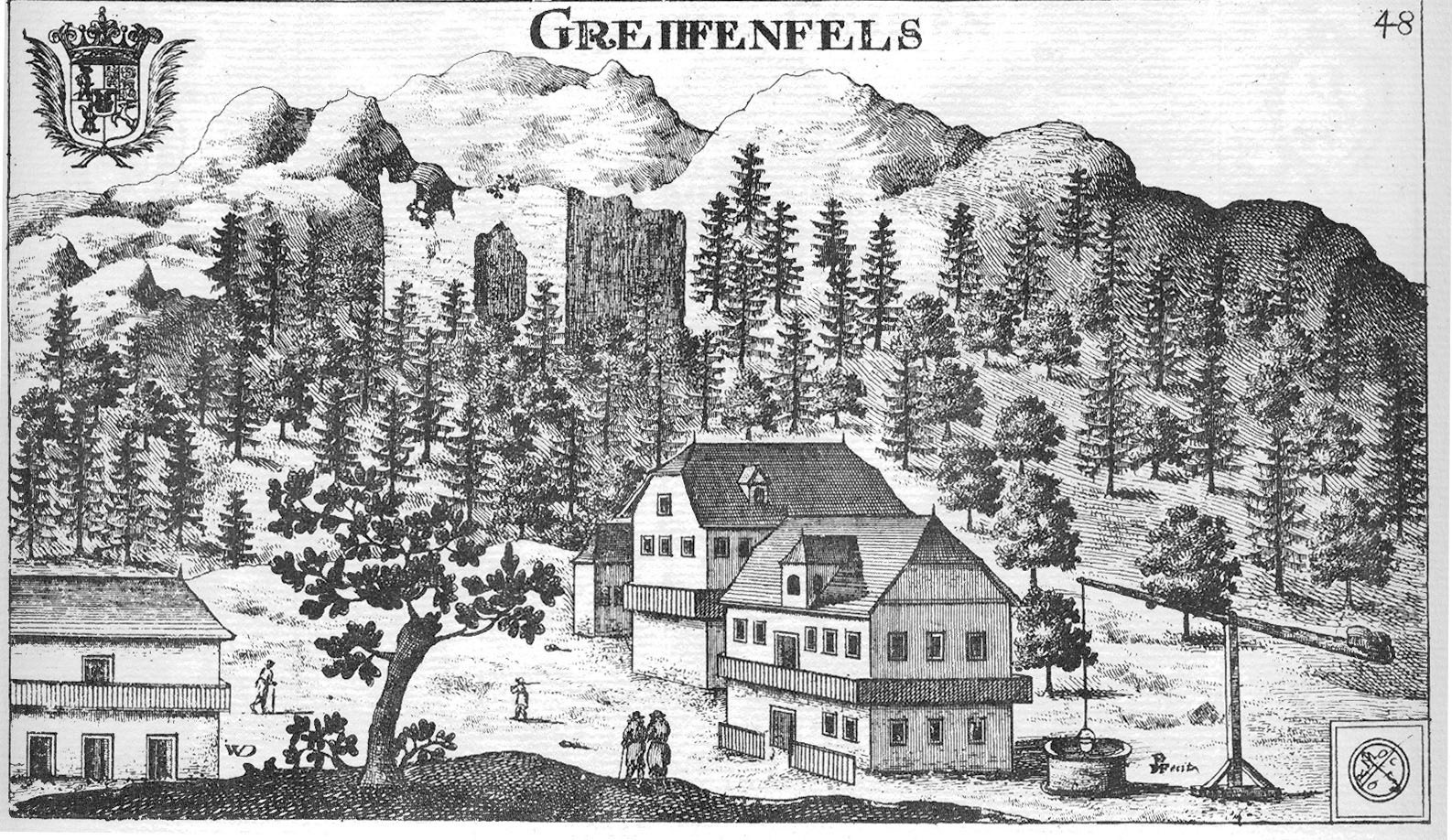
Valvasors Kupferstich von 1688

Die Burgruine Greifenfels befindet sich auf einer Felskuppe am Nordhang der Sattnitzerberge auf dem Gemeindegebiet von Ebenthal in Kärnten. Sie liegt in der Nähe der Landeshauptstadt Klagenfurt, etwa auf halber Strecke zwischen Gurnitz und Ebenthal in Kärnten.

## Geschichte
Die Burg wurde von Wulfing und Heinrich von Gurnitz (Vgl. Burgruine Gurnitz) um das Jahr 1230/31 errichtet. Das Recht, eine Festung auf der dem Kloster Viktring gehörenden Besitzung zu errichten, erhielten sie von Papst Gregor IX. 1315 ging die Burg in den Besitz der Auffensteiner über, 1404 (oder 1408) kam sie unter die Herrschaft der Herren von Neuhaus. Nachdem diese 1566 das Schloss Ebenthal unterhalb der Burg fertiggestellt hatten, gaben sie Greifenfels 1588 zu Gunsten ihrer neuen Residenz auf. Die Ruine befindet sich seit 1704 im Besitz der Grafen von Goëss.

## Baubeschreibung
Von der Ruine sind nurmehr sehr geringe Reste erkennbar. Gebäudereste können nur an der Nordostecke rekonstruiert werden, wo ein Ausgussstein auf eine Küche schließen lässt. Die Ringmauer umfasst ein etwa 35 Meter langes und 20 Meter breites Areal, das von der Form des Burgfelsens vorgegeben ist. Sie ist daher völlig unregelmäßig und mehrfach geknickt. Sofern an den wenigen erhaltenen Stellen erkenntlich, bestanden die Eckverbindungen der Mauern aus sorgfältig zugehauenen Tuff- und Kalksteinquadern.